# Suchów
Suchów (niem. Dittmarswalde) – mała osada leśna w Polsce położona w województwie lubuskim, w powiecie strzelecko-drezdeneckim, w gminie Dobiegniew. Nazwa osady pochodzi od przepływającej przez nią strugi Sucha.
W latach 1975–1998 miejscowość administracyjnie należała do województwa gorzowskiego.
Osada położona jest na terenie obszaru Natura 2000, w otulinie Drawieńskiego Parku Narodowego.

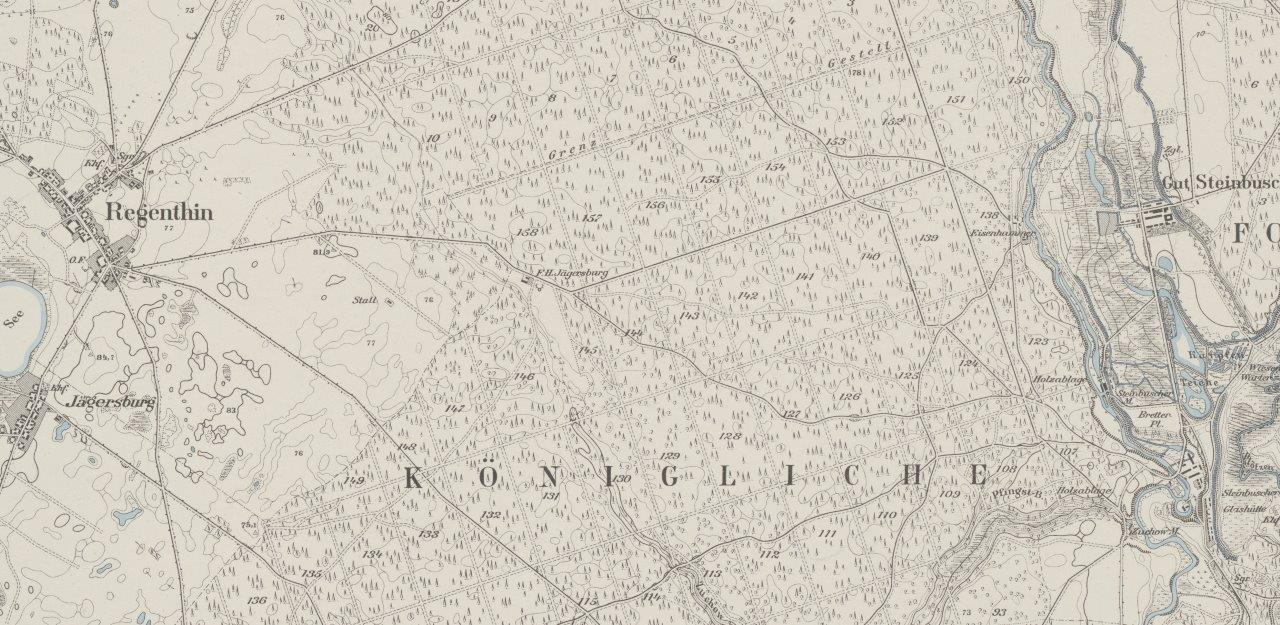
Mapa Suchowa (niem. F.H. Jägerburg) z 1878 roku